# Moštenica
Moštenica (in tedesco Hütten-Moschnitz o Mostenitz, in ungherese Mosód) è un comune della Slovacchia facente parte del distretto di Banská Bystrica, nella regione omonima.
Nel comune è nato il campione olimpico di pallavolo Bohumil Golián.

## Storia
Il villaggio è citato per la prima volta in una lista di città nel 1340. Tuttavia, il suo sviluppo è legato alla famiglia dei Thurzó che impiantò qui numerose fucine, raffinerie e fonderie per la lavorazione dei metalli.